# Eugnorisma pontica
Eugnorisma pontica là một loài bướm đêm thuộc họ Noctuidae. Loài này có ở Balkan và vài phần của Trung Đông và Cận Đông, bao gồm Israel.